# Chandra Wilson
Chandra Wilson, född 27 augusti 1969 i Houston i Texas, är en amerikansk skådespelare och TV-regissör. Hon är kanske främst känd för rollen som Miranda Bailey i TV-serien Grey's Anatomy.
Wilson har tre barn, födda 1992, 1998 och 2005.